# 富裕镇
富裕镇，是中华人民共和国黑龙江省齐齐哈尔市富裕县下辖的一个乡镇级行政单位。

## 行政区划
富裕镇下辖以下地区：
第一社区、第二社区、第三社区、第四社区、第五社区、第六社区、杨屯村、五一村和繁荣村。

## 特产
富裕老窖酒：中国地理标志产品。